# 罗克塞里耶尔
罗克塞里耶尔（法語：Roquesérière，法語發音：[ʁɔkseʁjɛʁ]）是法国上加龙省的一个市镇，属于图卢兹区。

## 地理
罗克塞里耶尔（43°44'3"N, 1°38'17"E）面积10.64 平方千米，位于法国奧克西塔尼大區上加龙省，该省份为法国西南部内陆省份，西南端与西班牙接壤，自此顺时针与上比利牛斯省、热尔省、塔恩-加龙省、塔恩省、奥德省和阿列日省接壤。
与罗克塞里耶尔接壤的市镇（或旧市镇、城区）包括：塔恩河畔比泽、圣叙尔皮斯拉潘特、阿扎、热米勒、蒙塔斯特吕克-拉孔塞耶尔、蒙皮托勒。

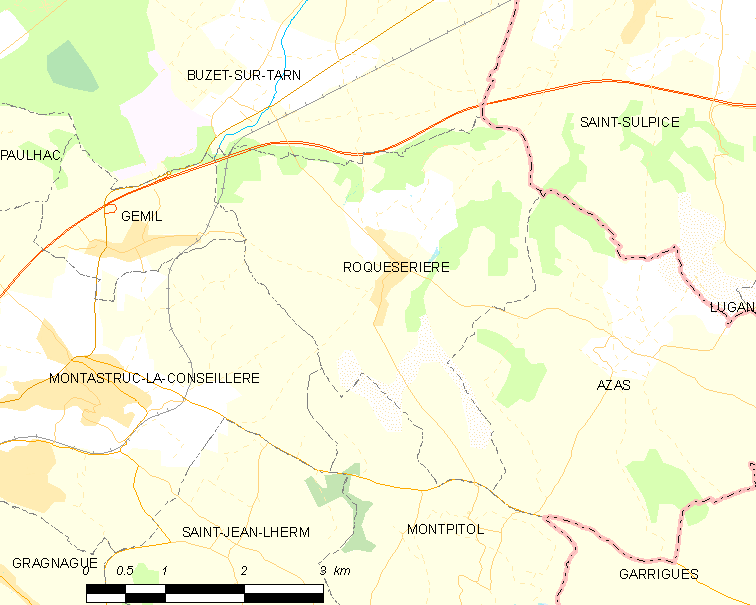
罗克塞里耶尔的OSM定位图

罗克塞里耶尔的时区为UTC+01:00、UTC+02:00（夏令时）。

## 行政
罗克塞里耶尔的邮政编码为31380，INSEE市镇编码为31459。

## 政治
罗克塞里耶尔所属的省级选区为佩什博尼约县。

## 人口

1962-2008年间罗克塞里耶尔人口变化图示

罗克塞里耶尔于2022年1月1日时的人口数量为882人。